# 성문음
성문음(聲門音, glottal consonant) 또는 울대문소리는 성문(聲門)에서 조음하는 자음이다. 목청소리라고도 한다. 국제 음성 기호에 있는 성문음은 아래와 같다.
| IPA | 이름                   | 예          | 예          | 예          | 예                            |
| IPA | 이름                   | 언어        | 철자        | 발음        | 뜻                            |
| --- | ---------------------- | ----------- | ----------- | ----------- | ----------------------------- |
|     | 성문 파열음            | 하와이어    | ‘okina      | [ʔo.ˈki.na] | 오키나                        |
|     | 유성 성문 반찰음       | 체코어      | Praha       | [ˈpra.ɦa]   | 프라하                        |
|     | 무성 성문 반찰음       | 한국어      | "허리"의 ㅎ | [hʌɾi]      | 허리                          |
| ʔ͡h  | 성문 파찰음            | 위시시 방언 | 可          | [ʔ͡ho˥˧]     | ~ 할 수 있다, ~ 일지도 모른다 |
| ʔ̞   | 삐꺽거리는 성문 접근음 | 기미어      | ogo         | [oʔ̞o]       | (곤충의) 유충                 |

## 같이 보기
- 긴장도 (tenseness)
- 경음과 연음 (fortis and lenis)